# Erannis progressiva
Erannis progressiva är en fjärilsart som beskrevs av Haverkampf 1904. Erannis progressiva ingår i släktet Erannis och familjen mätare. Inga underarter finns listade i Catalogue of Life.